# درایکات در مور
درایکات در مور (به انگلیسی: Draycott in the Moors) یک روستا و محله مدنی در بریتانیا است که در Staffordshire Moorlands واقع شده‌است. درایکات در مور ۱٬۰۲۹ نفر جمعیت دارد.